# Amari Gainer
Amari Gainer (Tallahassee, 22 giugno 2000) è un giocatore di football americano statunitense che milita nel ruolo di linebacker per i Las Vegas Raiders della National Football League (NFL). Al college ha giocato per Florida State e North Carolina.

## Carriera universitaria
Gainer, originario di Tallahassee in Florida, cominciò a giocare a football nella locale Lawton Chiles High School, dove nell'ultimo anno fece registrare 93 tackle e 12 sack. Valutato come un prospetto di alto livello per il college football (quattro stelle su cinque), Amari scelse di andare a giocare per l'Università statale della Florida con i Seminoles che militano nell'Atlantic Coast Conference (ACC) della Divisione I della Football Bowl Subdivision (FBS) della NCAA. Gainer seguì così le orme del padre, Herb, che aveva giocato da wide receiver per Florida State dal 1984 al 1987.
Nel suo primo anno con i Seminoles giocò solo quattro gare prima di infortunarsi ad un piede ed essere fatto redshirt, ossia poteva allenarsi ma senza disputare gare ufficiali. Nella sua seconda stagione, nel 2019, divenne titolare mettendo a tabellino 69 tackle, sette tackle con perdita di yard e 3,5 sack. Si ripeté nel 2020 dove fu leader della squadra per numero di tackle, con 65. Nel 2021 fece registrare 59 tackle e un sack, e nel 2022 17 tackle e un sack.
Nella sua ultima stagione al college, nel 2023, Gainer si trasferì all'Università della Carolina del Nord a Chapel Hill andando a giocare con i Tar Heels impegnati sempre nella ACC. Giocò tutte le 13 partite stagionali con 27 tackle e 2,5 sack.
Statistiche al college
| Stagione | Stagione       | Stagione   | Stagione   | Stagione | Stagione | Difesa  | Difesa  | Difesa  | Difesa | Difesa | Difesa |
| Anno     | Squadra        | Campionato | Conference | P        | PT       | T. tot. | T. sol. | T. ass. | Sack   | Int    | FF     |
| -------- | -------------- | ---------- | ---------- | -------- | -------- | ------- | ------- | ------- | ------ | ------ | ------ |
| 2018     | Florida State  | FBS Div. I | ACC        | 4        | 0        | 0       | 0       | 0       | 0,0    | 0      | 0      |
| 2019     | Florida State  | FBS Div. I | ACC        | 13       | 9        | 69      | 31      | 38      | 3,5    | 0      | 2      |
| 2020     | Florida State  | FBS Div. I | ACC        | 9        | 5        | 65      | 36      | 29      | 0,5    | 0      | 1      |
| 2021     | Florida State  | FBS Div. I | ACC        | 12       | 3        | 59      | 24      | 35      | 1,0    | 0      | 1      |
| 2022     | Florida State  | FBS Div. I | ACC        | 7        | 1        | 17      | 7       | 10      | 1,0    | 0      | 1      |
| 2023     | North Carolina | FBS Div. I | ACC        | 13       | 1        | 27      | 17      | 10      | 2,5    | 0      | 1      |
| Totale   | Totale         | Totale     | Totale     | 58       | 19       | 237     | 115     | 122     | 8,5    | 0      | 6      |

Fonte: Football Database - In grassetto i record in carriera.

## Carriera professionistica

### Las Vegas Raiders
Gainer non fu scelto nel corso del Draft NFL 2024 e il 27 aprile 2024 firmò da undrafted free agent con i Las Vegas Raiders. Dopo essersi messo in mostra durante le gare del precampionato, il 27 agosto 2024 Gainer fu uno dei due undrafted free agent ad essere inseriti nel roster attivo iniziale dei Raiders.